# Epianthe funesta
Epianthe funesta là một loài bọ cánh cứng trong họ Cerambycidae.